# Heterospathe ledermanniana
Heterospathe ledermanniana är en enhjärtbladig växtart som beskrevs av Odoardo Beccari. Heterospathe ledermanniana ingår i släktet Heterospathe och familjen Arecaceae. Inga underarter finns listade i Catalogue of Life.